# Осс
Осс (нід. Oss) — місто і муніципалітет у нідерландській провінції Північний Брабант.

## Історія
Археологічні знахідки на території муніципалітету підтверджують, що люди населяють ці землі близько 4 000 років. Зокрема, тут розташоване одне з найбільших в Нідерландах і Бельгії поховань залізної доби Форстенграф (Vorstengraf); знайдені також і поховання давньоримської доби.
Поселення Осс вперше згадується у листі Папи Олександра II від 6 травня 1069 року. 1399 року герцогиня Йоганна Брабантська наділила Осс правами міста.
У 1994 році до муніципалітету Осс приєдналися муніципалітети Берген та Меген, Харен і Махарен, у 2003 році — муніципалітет Равенстейн, у 2011 — муніципалітет Літ. 2015 року муніципалітет Маасдонк ліквідували і частину його, з селом Геффен, приєднали до Осса (інша частина колишнього муніципалітету приєдналася до Гертогенбоса).
У сучасному муніципалітеті Осс розташована низка підприємств хімічної і фармацевтичної промисловості, зокрема завод корпорації Merck & Co. Діє футбольний клуб Осс.

## Населені пункти муніципалітету Осс
Головним містом є місто Осс. Окрім нього, до складу муніципалітету входять такі населені пункти:
- міста: Меген (Megen), Равенстейн (Ravenstein);
- села: Бергем (Berghem), Демен (Demen), Деннебург (Dennenburg), Дерсен (Deursen), Діден (Dieden), Геффен (Geffen), Гарен (Haren), Герпен (Herpen), Хейсселінг (Huisseling), Махарен (Macharen), Кессел (Kessel), Літ (Lith), Літойєн (Lithoijen), Марен (Maren), Марен-Кессел (Maren-Kessel), Нерлангер (Neerlangel), Нерлон (Neerloon), Ойєн (Oijen), Оверлангел (Overlangel).
- хутори: Ахтерсте Гейде (Achterste Heide), Бенеденеінд (Benedeneind), Бовенеінд (Boveneind), Дурендсейнд (Duurendseind), Елст (Elst), Гемент (Gement), Вілд ('t Wild), Кент (Keent), Клейне Колвейк (Kleine Koolwijk), Колвейк (Koolwijk), Теффелен (Teeffelen).

## Географія

Топографічна мапа муніципалітету Осс

Муніципалітет Осс лежить між двома великими містами: Гертогенбос і Неймеген. Північним та західним кордоном муніципалітету є річка Маас із численними меандрами. На протилежному березі Мааса починається провінція Гелдерланд.
Загальна площа муніципалітету становить 159,87 км², з них 152,42 км² суходолу і 7,45 км² водної поверхні.

## Транспорт
На території муніципалітету Осс є три залізничні станції — Осс, Осс-Вест і Равенстейн. Станція Осс була побудована у 1881 році, як одна із станцій лінії Гертогенбос-Неймеген.
В місті Осс, біля однойменної залізничної станції є автовокзал. Звідси вирушають міжміські автобуси, які зв'язують Осс із майже усіма містами південно-східної частини Нідерландів. До 2014 року в місті також існували дві лінії міських автобусів, проте їх ліквідували у 2015 році.
Через муніципалітет проходять автостради А50 (на Арнем, Неймеген, Апелдорн і Зволле у північно-східному напрямку та на Ейндговен і Вегел у південному напрямку) та А59 (на Гертогенбос і Ваалвейк). Також на території муніципалітету пролягають автошляхи місцевого значення N324, N329, N277, N603, N625.

## Політика
У муніципальній раді Осса нараховується 37 депутатів.
| Партія                                 | 1994 | 1998 | 2002 | 2006 | 2008 | 2014 |
| -------------------------------------- | ---- | ---- | ---- | ---- | ---- | ---- |
| Соціалістична партія                   | 9    | 13   | 15   | 11   | 9    | 9    |
| Християнсько-демократичний заклик      | 11   | 8    | 8    | 7    | 6    | 7    |
| Voor De Gemeenschap                    | 5    | 3    | 5    | 6    | 8    | 11   |
| Народна партія за свободу і демократію | 3    | 5    | 4    | 4    | 6    | 3    |
| Партія праці                           | 3    | 3    | 2    | 5    | 4    | 2    |
| Демократи 66                           | 2    | 1    | —    | —    | 2    | 2    |
| Зелені ліві                            | —    | —    | 1    | 1    | 1    | 1    |
| Beter Oss                              | —    | —    | —    | —    | —    | 2    |
| Duurzaam Nederland                     | —    | —    | —    | 1    | —    | —    |
| Trots op Nederland                     | —    | —    | —    | —    | 1    | —    |
| Усього                                 | 33   | 33   | 35   | 35   | 37   | 37   |

Посаду бургомістра з 2011 року обіймає Вобіне Бейс-Глаудеманс (Wobine Buijs-Glaudemans) із партії «Народна партія за свободу і демократію». При бургомістрі діє рада олдерменів із п'яти осіб.

## Пам'ятки архітектури та історії

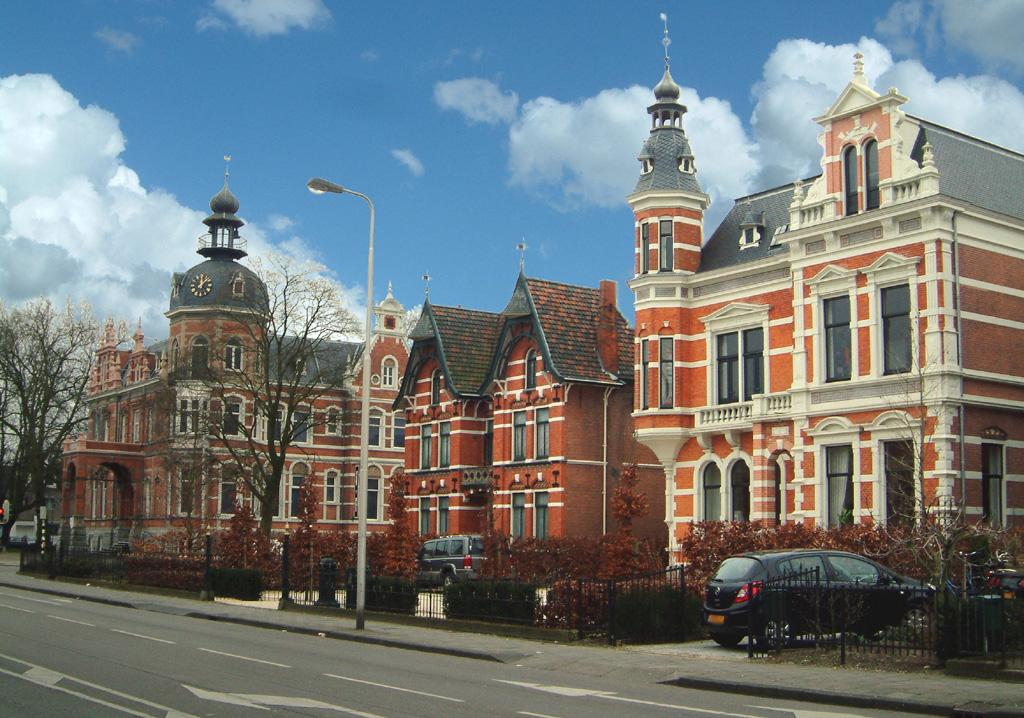
будинки по вулиці Molenstraat

На території муніципалітету Осс розташовано 245 національних пам'яток (нід. rijksmonumenten) та 16 військових меморіалів.
У місті Осс розташовано 17 національних пам'яток:
- церква Непорочного зачаття Діви Марії (1857–1859 рр.);
- вітряки Zeldenrust (1860) та Nieuw Leven (1895 р.);
- будівля колишньої килимової фабрики Bergoss (1919 р.);
- будівля колишньої фабрики маргарину (1912 р.);
- особняк Stadsvilla (1888 р.);
- особняк Fabrikantenvilla (бл. 1890 р.);
- особняк Constance (1888 р.);
- скульптурна група Діви Марії з двома янголами (1894 р.);
- будинок родини фабрикантів Юргенс (бл. 1751 р., перебудований бл. 1870 р.);
- стара водонапірна башта (1935 р.)
- шість старовинних поховань на цвинтарі Eikenboomgaard (1872–1903 роки).

### Галерея

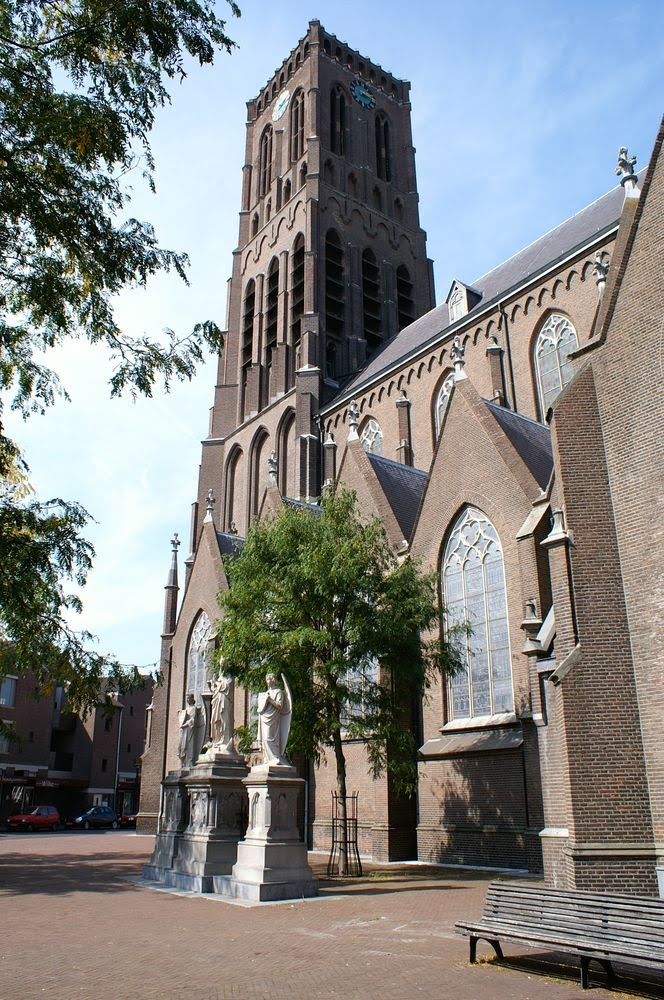
церква Непорочного зачаття Діви Марії
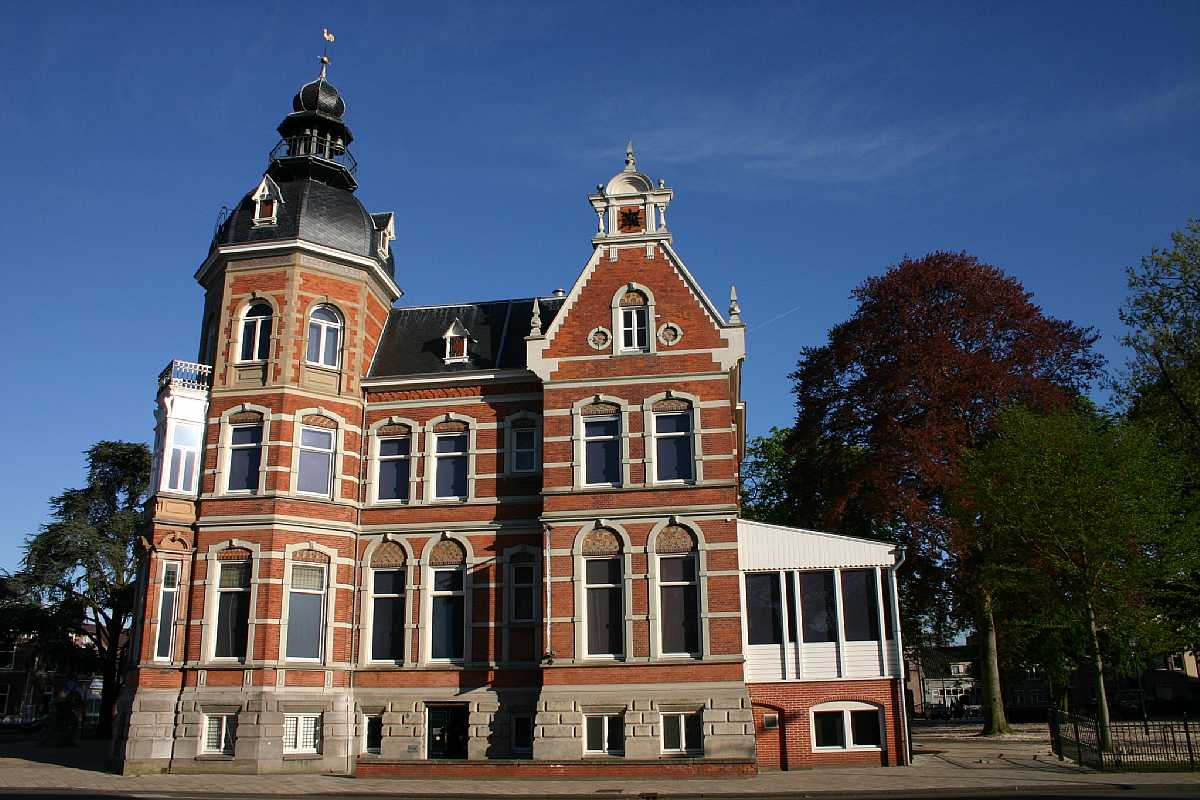
особняк Constance
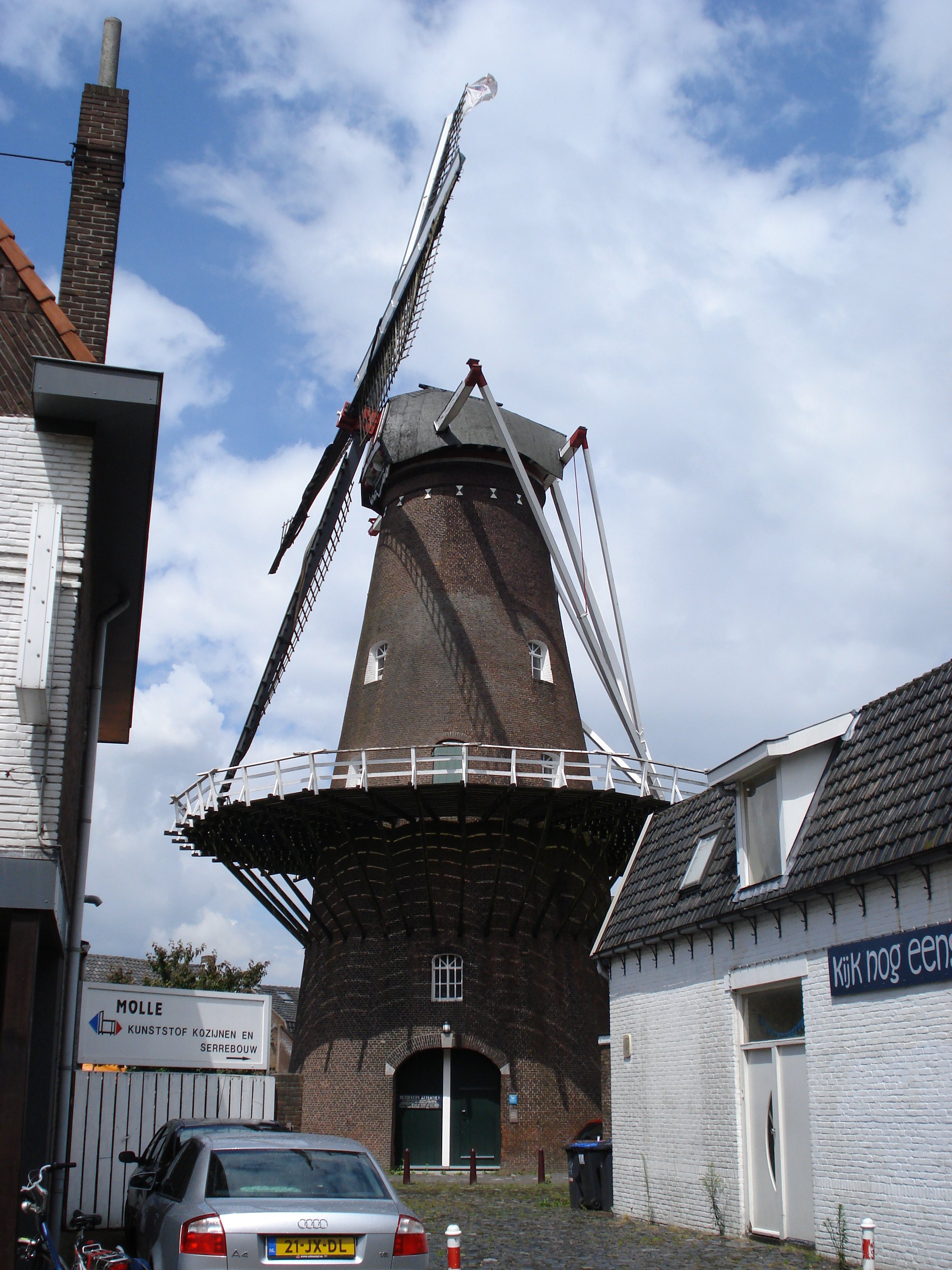
вітряк Zeldenrust
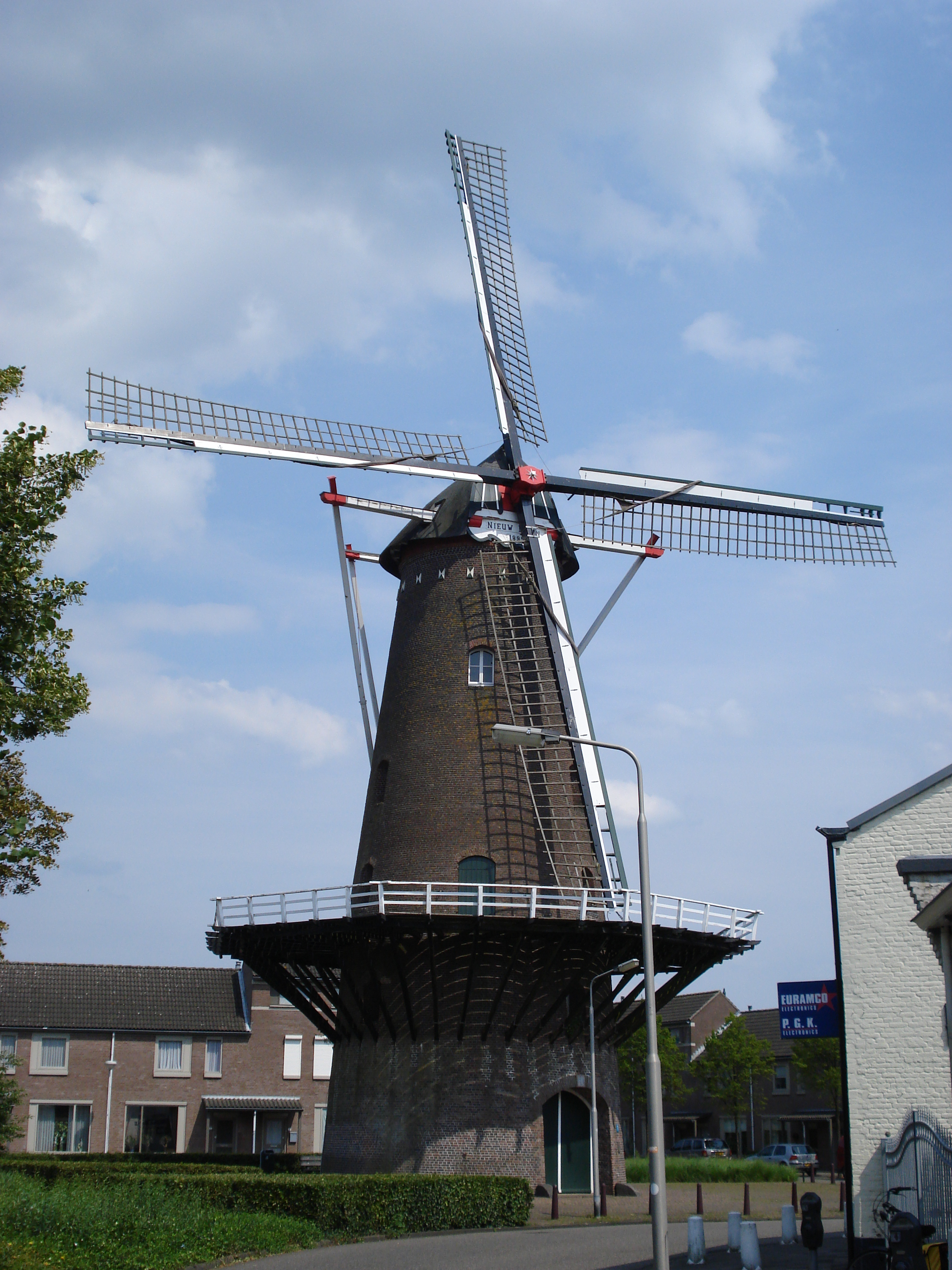
вітряк Nieuw Leven
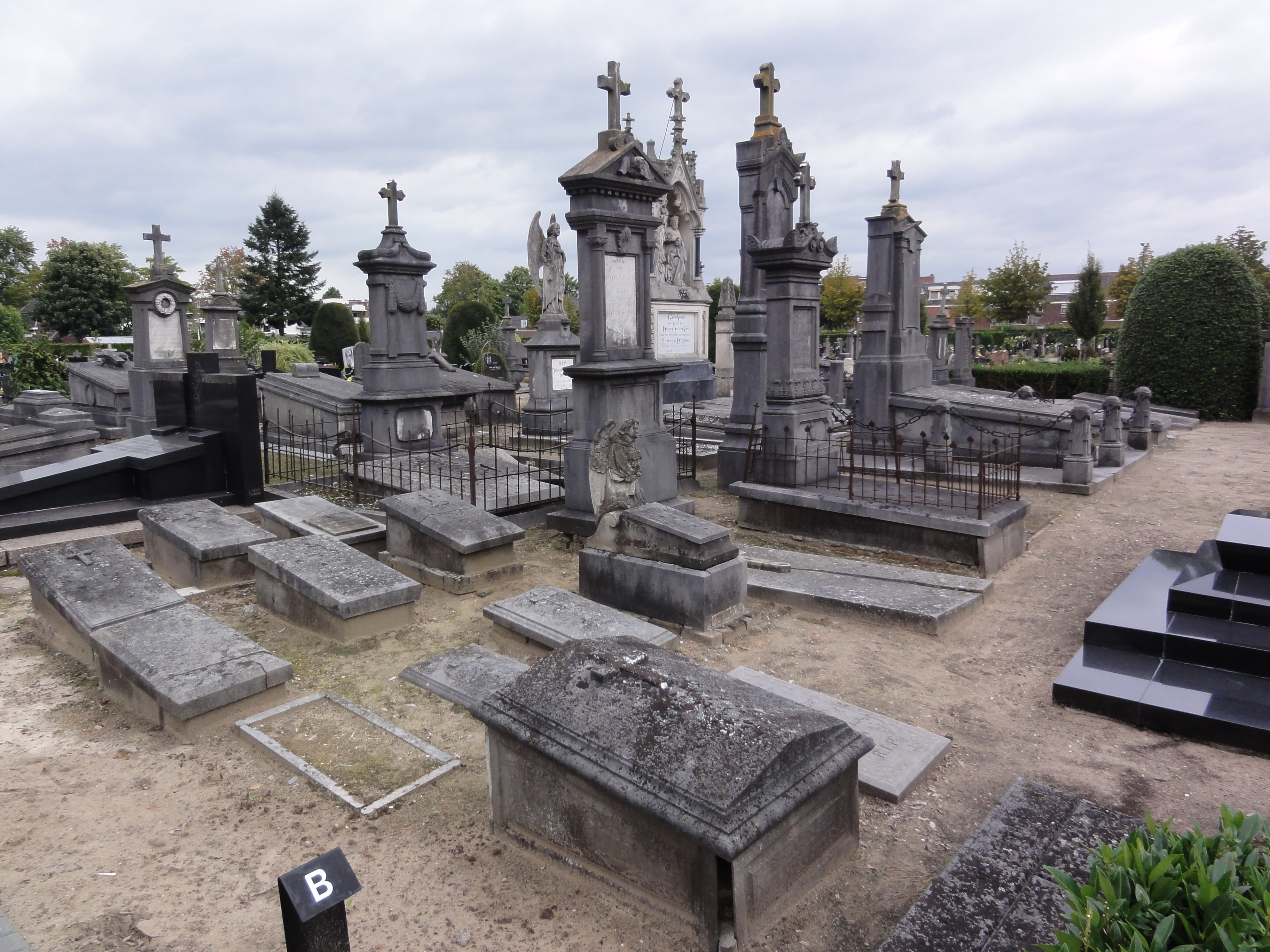
Поховання на цвинтарі Eikenboomgaard

## Видатні уродженці
- Мішель ван дер Аа — нідерландський композитор.
- C. C. Catch — поп-співачка.
- Руд ван Ністелрой — нідерландський футболіст. Один з найкращих форвардів світу початку 2000-х років.
- Барт Смітс — співак, один із засновників гурту The Gathering.

Також в Оссі був заснований гурт The Gathering.